# جاشوا فوئر
جاشوا فوئر (انگلیسی: Joshua Foer؛ زادهٔ ۲۳ سپتامبر ۱۹۸۲) یک روزنامه‌نگار و نویسنده مستقل یهودی است که در بروکلین، ماساچوست زندگی می‌کند و تمرکز کاری اش بر مسائل علمی است. او در سال ۲۰۰۶ قهرمان حافظه ایالات متحده شد و در کتابش که در سال ۲۰۱۱ نگاشت، قدم زدن روی ماه با اینشتین: هنر و علم به یاد آوردن همه چیز، چگونگی قهرمانی خود را توضیح داده‌است. او همچنین در کنفرانس تد در فوریه ۲۰۱۲ صحبت کرد.

## سنین جوانی و تحصیل
فوئر در واشینگتن دی سی متولد شد. او فرزند ایشتر فوئر مدیر سابق «کنیسه تاریخی ششم و اول» و آلبرت فوئر بنیانگذار و رئیس سابق «اندیشکده انستیتو آنتی تراست» آمریکا است. جاشوا کوچک‌ترین فرزند خانواده بوده و برادرانش فرانکلین سردبیر سابق مجلهٔ «نیو ریپابلیک» و جاناتان سفرن نویسنده و استاد «دانشگاه نیویورک» هستند. او در مدرسه روزانه جورج تاون تحصیل کرد و در سال ۲۰۰۴ با مدرک کارشناسی در زمینه اکولوژی و زیست‌شناسی تکاملی از دانشگاه ییل فارغ‌التحصیل شد.

## حرفه
در سال ۲۰۰۶، فوئر قهرمان حافظه ایالات متحده شد و با حفظ یک دستهٔ ۵۲ کارتی در ۱ دقیقه و ۴۰ ثانیه رکورد جدید کشوری، در رویداد «کارتهای سرعتی» به ثبت رساند. علاقه فوئر به مسابقات حافظه زمانی شروع شد که سال قبلش به عنوان روزنامه‌نگار در مسابقات قهرمانی حافظه ایالات متحده شرکت کرد؛ او سپس زیر نظر استاد حافظه اش، اد کوک، تمرینات حافظه خود را انجام داد. فوئر حافظه خوب خود را مدیون تکنیک کاخ حافظه و شیوه‌های دیگری مانند حفظ سه تایی کارت‌ها می‌داند و همچون دیگر قهرمانان حافظه بر این باور است که تنها می‌توان با تمرین‌های تقویت حافظه از حافظهٔ خوبی برخوردار شد. ۲۰۰۶ تنها سالی است که فوئر در مسابقات قهرمانی حافظه ایالات متحده شرکت کرد.
اولین کتاب فوئر، قدم زدن روی ماه با اینشتین، توسط پنگوئن بوکس در مارس ۲۰۱۱ منتشر شد. این کتاب دربارهٔ سفر او در سراسر جهان حافظه و تلاش برای ترسیم ظرفیت خود داشتهٔ مغز انسان برای به خاطر سپاری چیز هاست، فوئر در این کتاب به سیر آشنایی خود با مفهوم حافظه از وقتی که به عنوان یک روزنامه‌نگار وارد مسابقات حافظه شد تا سال بعدش، زمانی که خود نیز در آن شرکت کرد، می‌پردازد. او برای نگارش این کتاب مبلغ ۱٫۲ میلیون دلار پیش پرداخت دریافت کرد. اندکی بعد از انتشار این کتاب، کلمبیا پیکچرز مستندی ۵۸ دقیقه ای به اقتباس از آن ساخت این کتاب فینالیست جایزه انجمن سلطنتی وینتون در سال ۲۰۱۲ در بخش کتاب‌های علمی شد.
فوئر برای توضیح تحقیقات و مطالعاتی که در زمینهٔ حافظه انجام داده بود به کنفرانس TED دعوت شد و به مدت ۲۰ دقیقه در رابطه با مضامین حافظه و چگونگی قهرمانی خود در مسابقات آمریکا، تنها با یک سال تمرین، صحبت کرد.
بعد از آن، فوئر چند مقاله برای نیویورک تایمز، واشینگتن پست، اسلیت، ملت و نیویورکر نیز نوشت. از سال ۲۰۰۷ تا ۲۰۰۹، فصلنامه هنر و فرهنگ «کابینت»، ستون "Foer,A Minor History Of" را نگاشت. این ستون، پدیده‌های فرهنگی نادیده گرفته شده را با استفاده از یک جدول زمانی معرفی و بررسی می‌کرد.
فوئر همچنین علاقه‌مند به روزنامه‌نگاری حیات وحش است و مقالاتی برای نشنال جئوگرافیک نوشته‌است. فوئر در حال حاضر بر روی کتابی در مورد سفرها و تجربیات خود در تپه‌های Mbendjele اطراف کنگو کار می‌کند.

## اطلس آبسکورا
جاشوا فوئر در سال ۲۰۰۹ اطلس آبسکورا، را تأسیس کرد. مأموریت این شرکت ایجاد الهام و کنجکاوی در مورد جغرافیای جهان است. فوئر همچنین یکی از نویسندگان کتاب پرفروش «#۱ اطلس آبسکورا: راهنمای کاوشگر برای شگفتی‌های پنهان جهان» به شمار می‌آید.

## فعالیت‌های دیگر

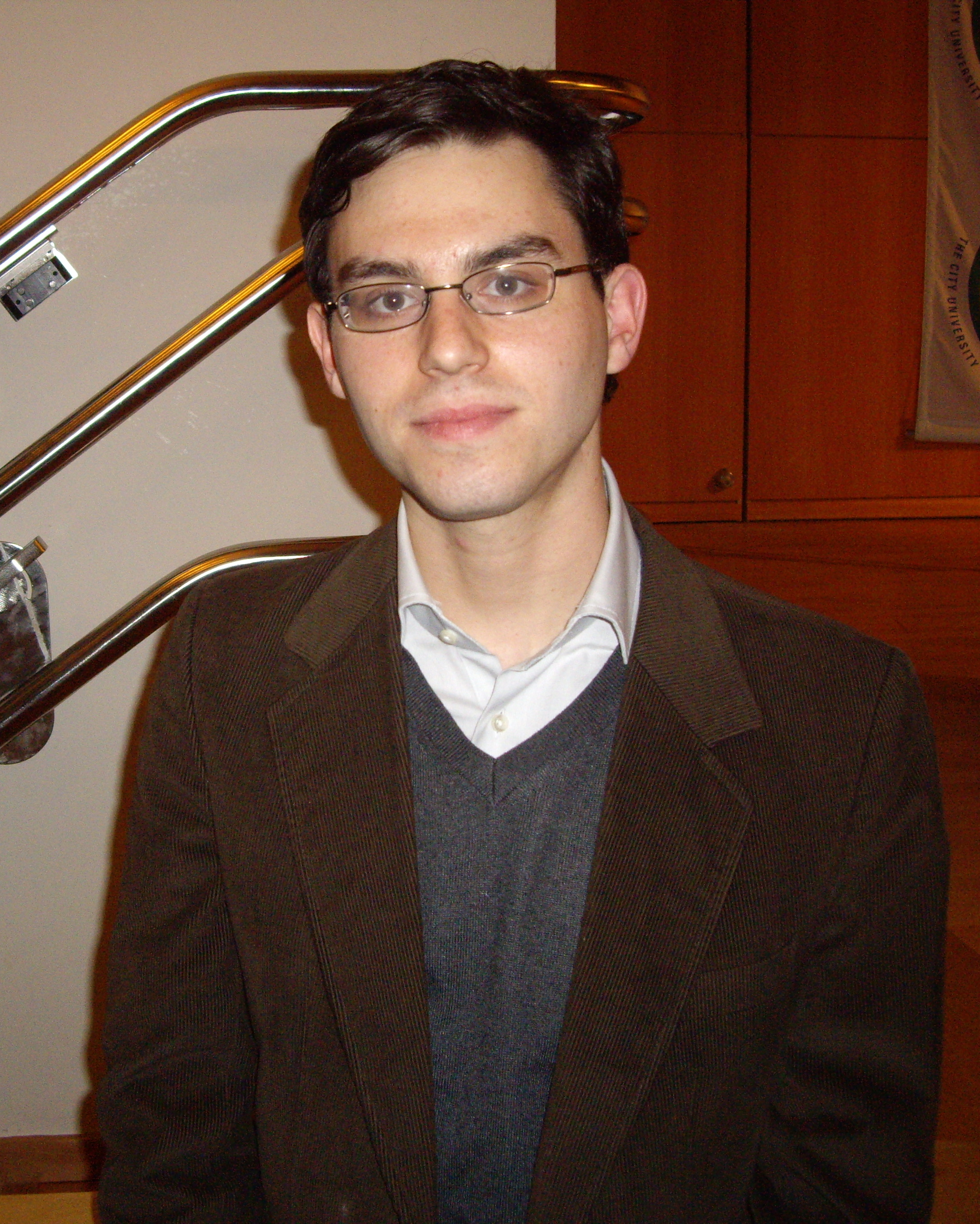
جاشوا فوئر در جلسه انجمن آتاناسیوس کرچر

فوئر چندین سازمان دیگر نیز تأسیس کرده‌است، از جمله تعدادی از سازمان‌هایی که به حفظ سنت‌های یهودیت اختصاص داده شده‌اند. در سال ۲۰۱۳، فوئر وب سایت سفاریا را با کمک برت لاک اسپایزر یکی از توسعه دهندگان گوگل تأسیس کرد، تا متن‌های اصلی یهودیت را رونویسی، ترجمه و الکترونیکی کند. از آن زمان به بعد، این وب سایت گام‌هایی در الکترونیکی کردن تلمود با تمرکز بر اتصال پیوندها به متون مرتبط با ایمان یهودی برداشته است. این سازمان اخیراً برنامه‌هایی برای ایجاد بایگانی وب سایت‌های مشابه ایجاد کرده که به حفظ متون اصلی پیرامون انقلاب آمریکا و دموکراسی ایالات متحده می‌پردازند. دیگر فعالیت فوئر سازماندهی شهر سوکا، یک نمایشگاه هنری عمومی در میدان یونیون در نیویورک است که هنرمندان و معماران را به تجسم سنت تعطیلات یهودیان در ساختن سکاک دعوت می‌کرد. یک فیلم مستند به کارگردانی جیسون هات نیز ساخته شد که تلاش‌های فوئر را برای سازماندهی این نمایشگاه، به تصویر می‌کشد. همچنین فوئر عضو هیئت مدیره بنیاد جیم جوزف برای آموزش یهودیان است. او برای این کار در سال ۲۰۱۳، از بنیاد یادبود جان سیمون گوگنهایم کمک مالی دریافت کرد. علاوه بر این، فوئر اولین انجمن آتاناسیوس کرچر را تأسیس و در سال ۲۰۰۷ تنها یک جلسه در این انجمن برگزار شد که افرادی مانند کیم پیک و سرهنگ جو کیتینگر در آن حضور داشتند.